# Храм Святых Бориса и Глеба в Белкине
Храм Святых Бориса и Глеба в Белкине — приходской православный храм в городе Обнинске Калужской области, в бывшей усадьбе Белкино. Относится к Калужской епархии Русской православной церкви.

## История
С XV века селом владели бояре потомки Ивана Фёдоровича Белки Отяева, давшие топоним Белкино, наряду с ним употреблялось название Борисоглебское — от одноимённой церкви.
В 1589 году упоминалось 

За Борисом Федоровичем Годуновым… в селе храм Бориса и Глеба вверх, да теплый храм Николая Чудотворца
.
 
В 1773 году по проекту архитектора Карла Бланка был построен ныне действующий храм как часть усадьбы графа Ивана Воронцова.
Храм построен в екатерининском стиле, сочетает элементы раннего классицизма — повторение одинаковых пилястр между узкими окнами и барочных маленьких овальных окон второго света. Восьмерик на четверике увенчан куполом.
Росписью в технике гризайль руководил Василий Баженов, под его наблюдением работал живописец И. Д. Некрасов.

На стенах были изображены портики с пилястрами и фронтонами и лепные украшения с растительным орнаментом. Таким же образом имитировались декоративные углубления в куполе восьмерика и балюстрада по его внутренней окружности
.
 
В конце XIX века живопись была переписана сценами на евангельские сюжеты, под куполом появились херувимы.
В 1815 году при Дмитрии Бутурлине, проводившем в усадьбе летний отдых и певшем на клиросе, был построен тёплый придел в честь иконы Божией Матери «Утоли Моя Печали».
С 1885 года под попечением Петра Обнинского действовала церковно-приходская школа.
В 1930 году храм был закрыт советскими властями и осквернён, использовался как склад горюче-смазочных материалов и удобрений для нужд местного колхоза.
С 13 мая 1988 года решением Совета по делам религий при Совете министров СССР по ходатайству жителей города Обнинска — восстанавливается.
На территории усадебного комплекса, в непосредственной близости к церкви находится домовый храм в честь
Спаса Нерукотворного при казачьей общине «Спас».

## Духовенство
- Священник Феодор Тихомиров (1834—1901) — прослужил 25 лет и похоронен в церковной ограде[3].
- Священник Георгий Троицкий — до 1927 года.
- Священник Иоанн Жуков (1888—1937) — узник Сиблага, повторно арестован и расстрелян[4].
- Священник Александр Матыщук (1881—1937) — расстрелян на Бутовском полигоне[5].
- Протоиерей Вячеслав Полосин — с 1988 по 1991 год.
- Протоиерей Алексий Поляков — настоятель с 10 июля 1991 года.

Протоиерей Анатолий Шутько (+ 04.03.2020) — покойный настоятель храма Успения Пресвятой Богородицы посёлка Ворсино Боровского района, до рукоположения в священный сан был активным прихожанином храма в Белкине.